# Faro Monumental de Chañaral
El Faro Monumental Chañaral o Faro del Milenio  es un faro ubicado en Chañaral, Chile. Fue construido en 2000 para conmemorar el cambio de milenio. Está ubicado en un roquerío en las inmediaciones de la gruta Lourdes. 

## Características
Es un faro ornamental que se encuentra en el plan turístico regional de la Municipalidad de Chañaral y Sernatur, no forma parte de la jurisdicción del Centro Zonal de Iquique. Como características a destacar se encuentran la construcción sobre una torre de alta tensión y la existencia en su primer nivel cuenta con una sala de exposiciones.
También desde lo alto se puede observar la ciudad de Chañaral y el paisaje natural que lo circunda.